# 纳瓦塔尔戈尔多
纳瓦塔尔戈尔多，是西班牙卡斯蒂利亚-莱昂阿维拉省的一个市镇。 总面积20km2, 总人口297人（2001年），人口密度15人/km2。